# 뽕 2
"뽕 2"(Mulberry 2)는 한국에서 제작된 이두용 감독의 1988년 드라마 영화이다. 강문영 등이 주연으로 출연하였고 이두용 등이 제작에 참여하였다.

## 출연

### 주연
- 강문영

### 조연
- 김동수
- 이무정

## 기타
- 제작부장: 남상원
- 제작진행: 민영학
- 촬영부: 정범수
- 촬영부: 최지열
- 촬영부: 정승용
- 촬영부: 홍승권
- 조명: 김동호
- 조명부: 원명준
- 조명부: 신경만
- 조명부: 허상운
- 스크립터: 권형진
- 조감독: 김호섭
- 조감독: 서천
- 조감독: 박완기
- 녹음: 소원종
- 소품: 김호길
- 소품팀: 윤도승
- 소품팀: 송기원
- 의상: 이해윤
- 네가편집: 이성우
- 효과: 김경일